# The Witch Is Back
The Witch Is Back is de negende aflevering in het eerste seizoen van Charmed. Deze aflevering werd geschreven door Sheryl J. Anderson, en geregisseerd door Richard Denault.

## Verhaal
Rex Buckland slaagt erin om Prue Halliwell een medaillon te laten openen en zo de warlock Matthew Tate te bevrijden. Tate had de Halliwell-matriarch Melinda Warren verleid en verraden. Voor ze verbrand werd op de brandstapel als heks, heeft Melinda de krachten die hij van haar gestolen had teruggevorderd, door hem gevangengezet in het medaillon, waarbij enkel Warren-heksen over de kracht beschikken om hem vrij te laten. Eenmaal vrijgelaten wil Matthew wraak, hij daagt Prue uit en kan zo haar kracht dupliceren, waarbij hij er immuun voor wordt. 
Hij komt te weten dat de afstammelingen van Melinda Warren nu Halliwell heten en gaat op zoek naar alle Halliwells en nakomelingen van Melinda om hen te doden om zo weer over de krachten van Melinda Warren te beschikken. Prue haast zich naar het huis van de Halliwells om haar zussen te waarschuwen. Als Phoebe het antieke juweel aanraakt krijgt ze een visioen over Melinda Warren waarin ze Matthew Tate in het juweel gevangenzet. De meisjes raadplegen het Book Of Shadows, dat vermeldt dat deze warlock nooit bevrijd mag worden, omdat hij anders de gehele familie Warren met alle afstammelingen zal uitroeien. Ze beslissen dat de meest aangewezen persoon om Matthew te stoppen diegene is die Matthew voordien in het medaillon gestopt heeft. Samen roepen ze Melinda Warren, en tot ieders verbazing blijkt de spreuk effect te hebben. 
Terwijl de Charmed Ones samen met Melinda aan een toverdrankje werken om Matthew te vangen, genieten ze er ook van om hun voorouder te leren kennen, in ruil daarvoor helpt Melinda de zussen om hun krachten wat meer te appreciëren. Matthew moet nog maar een kracht hebben, maar de gebundelde krachten van de heksen uit de Warrenfamilie verslaan hem voor hij zijn doel kan bereiken. Melinda houdt haar medaillon open, de spreuk wordt opgezegd, en Matthew wordt opnieuw gevangengezet. De zussen sturen met tegenzin Melinda terug naar haar eigen tijd, met het medaillon om haar hals, om er zeker van te zijn dat Matthew niet meer zal ontsnappen. 
Doorheen dit verschrikkelijke gebeuren laat Matthew een heel spoor achter van vermoorde Halliwell-naamgenoten, en gebruikte hij zijn krachten om op een magische wijze altijd te ontsnappen. Onnodig te zeggen dat Andy Trudeau en Darryl Morris betrokken raakten in de al te menselijke aspecten van Matthews crimineel gedrag. Wanneer het spoor nogmaals uitkomt bij Prue en haar zussen, is Andy niet echt verrast, eerder gekwetst en geïrriteerd dat Prue weer geheimen heeft voor hem. Waarom was Rex zo gebeten om Prue het juweel te laten openen? Hij en Hannah blijken te werken voor een mysterieuze bron van het kwade, waaraan hij beloofd heeft om hem de Charmed Ones te leveren. Matthew bewijst dat Prue en haar zussen inderdaad een gegeerde prooi zijn voor het kwade. Jammer genoeg voor Rex slaagt Matthew er niet in om Rex' plan te volbrengen.

## Foutjes
De volgende fouten zijn in deze aflevering te ontdekken:
- De shot dat men gebruikt voor het kantoor van de advocaat, is hetzelfde stuk van stockbeeldmateriaal dat men gebruikte voor Skyes appartement in Dream Sorcer.
- Geen enkele heks werd in Salem op de brandstapel geplaatst, ze werden merendeels opgehangen, (cf. Heksenprocessen van Salem, afl.I've Got You Under My Skin).
- Noch Melinda, noch Matthew praten als een typische 17de-eeuwse New Englander.
- Melinda verklaart dat als ze haar krachten zou gebruiken om te ontsnappen aan Salem, dat dit haar dochter Prudence in gevaar zou brengen. Waarom gebruikt ze haar krachten niet om te ontsnappen uit Salem met haar dochter Prudence, een ongerijmdheid.
- Melinda zegt dat Matthew Tate waarschijnlijk zijn kracht van teleportatie gestolen heeft van een andere heks. Later ontdekken we dat blinking eigenlijk een warlockeigenschap is, en dat heksen over deze gave niet beschikken.
- Wanneer Prue Matthew vrijlaat uit het medaillon in haar kantoor, blijft haar hand bewegen van aan haar zijde naar haar maag tussen de shots door.
- Phoebe vermeldt dat wanneer ze Melinda terugbrengen uit de tijd, dat ze beschikt over al haar vroegere krachten, de krachten die Piper, Prue en Phoebe bezitten, wanneer Matthew in het huis van de meisjes komt, gebruikt Melinda haar krachten niet.
- Wanneer Matthew het glas breekt van de raam in Prues kantoor vallen de scherven naar de onderliggende straat. Wanneer de camera van straat naar boven waar Prue haar kantoor zich bevindt filmt, zijn er geen sporen van een gebroken raam.
- Wanneer de meisjes het nieuwsbericht volgen op televisie over de sprong van Matthew Tate uit het raam van Prues kantoor, wordt er op de tv gezegd dat dit een live uitzending is op de plaats van het gebeuren, en je ziet Andy en Darryl achter de nieuwsreporter wandelen, maar een paar seconden later kloppen ze op de voordeur van het Halliwell-huis.